# Обикновена куркума
Обикновената куркума (Curcuma longa) е вид многогодишно тревисто растение от семейство Джинджифилови (Zingiberaceae), достигащо височина до 1 метър, със силно разклонено коренище. Коренът на растението се използва както в медицината, така и в кулинарията. Има силно изразен оцветяващ в жълто ефект благодарение на 2 – 5 % съдържание на пигмента куркумин в корена и специфични вкусови качества, съдържа и 5% есенциални мастни киселини. Обирането на коренищата започва след като пожълтеят листата на растението. За негова родина се смята Югоизточна Азия, но се отглежда и в Китай, Виетнам, Индонезия, Япония, Шри Ланка, страните от Карибския басейн и др. Поради красивите си цветове в България се отглежда и в саксии с декоративна цел . Стрити на прах, коренчетата имат ярък оранжев цвят и дори съвсем малко количество оцветява ястията в жълто. За оцветяване и овкусяване на 4 порции е достатъчно количество, равно на ¼ чаена лъжичка.
Куркумата е един от основните компоненти на индийската подправка къри. В Индия щедро се добавя към ориз, яйца, къри и други гозби, а заради цветовата прилика с шафрана се нарича още и „шафранът на бедните“.
В промишлеността се използва масово като оцветител на маргарини, сирена, ликьори, сладолед, кексове, портокалов сок, бисквити, сосове и е известен като хранителна добавка Е100. Използва се да предпази храните от слънчевата светлина.
Въпреки че отдавна се използва в аюрведическата медицина, където е позната като haridra, не съществуват достатъчно научни доказателства, че куркумата или куркуминът могат да се използват за лечение на която и да е болест.

## Класификация
Куркумата е от семейството на джинджифила – Zingiberaceae.

## Медицински изследвания
Куркумата и куркуминът са изследвани в многобройни клинични изпитвания за различни заболявания и състояния на човека, без да са получени висококачествени доказателства, че има ефект срещу някоя болест или полза за здравето. Няма научни доказателства, че куркуминът намалява възпалението. Има слаби доказателства, че екстрактите от куркума могат да бъдат полезни за облекчаване на симптомите на артроза на коляното.
През 2019 г. Европейската агенция по лекарствата (EMA) стига до заключението, че билкови чайове от куркума или други форми, приемани през устата, въз основа на тяхната дългогодишна традиционна употреба, могат да се използват за облекчаване на леки храносмилателни проблеми, като чувство на преяждане и флатуленция (метеоризъм).

## Галерия
- Цветове

- Корени